# Grundschule an der Herrnstraße

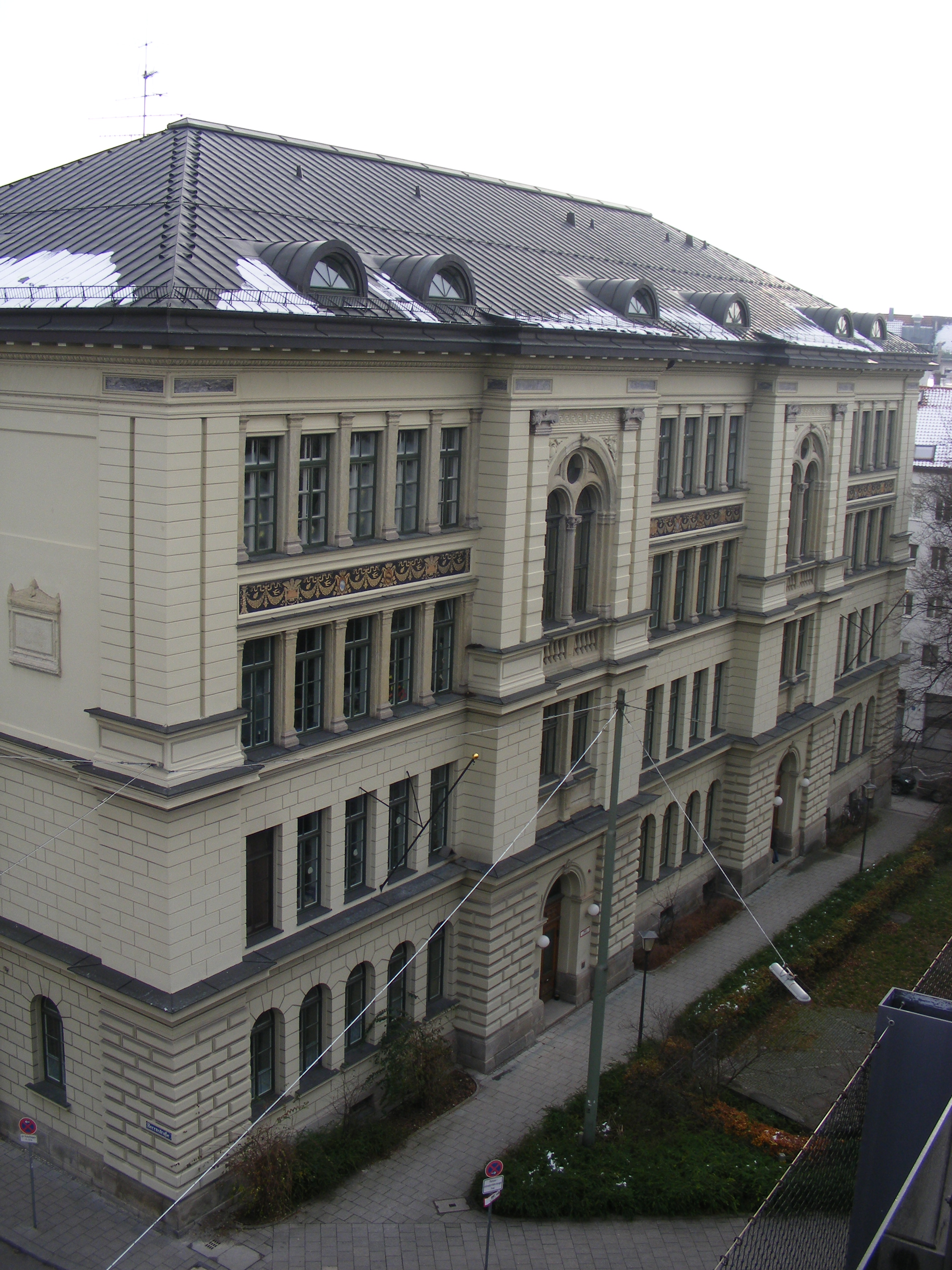
Frontansicht der Schule(2007)

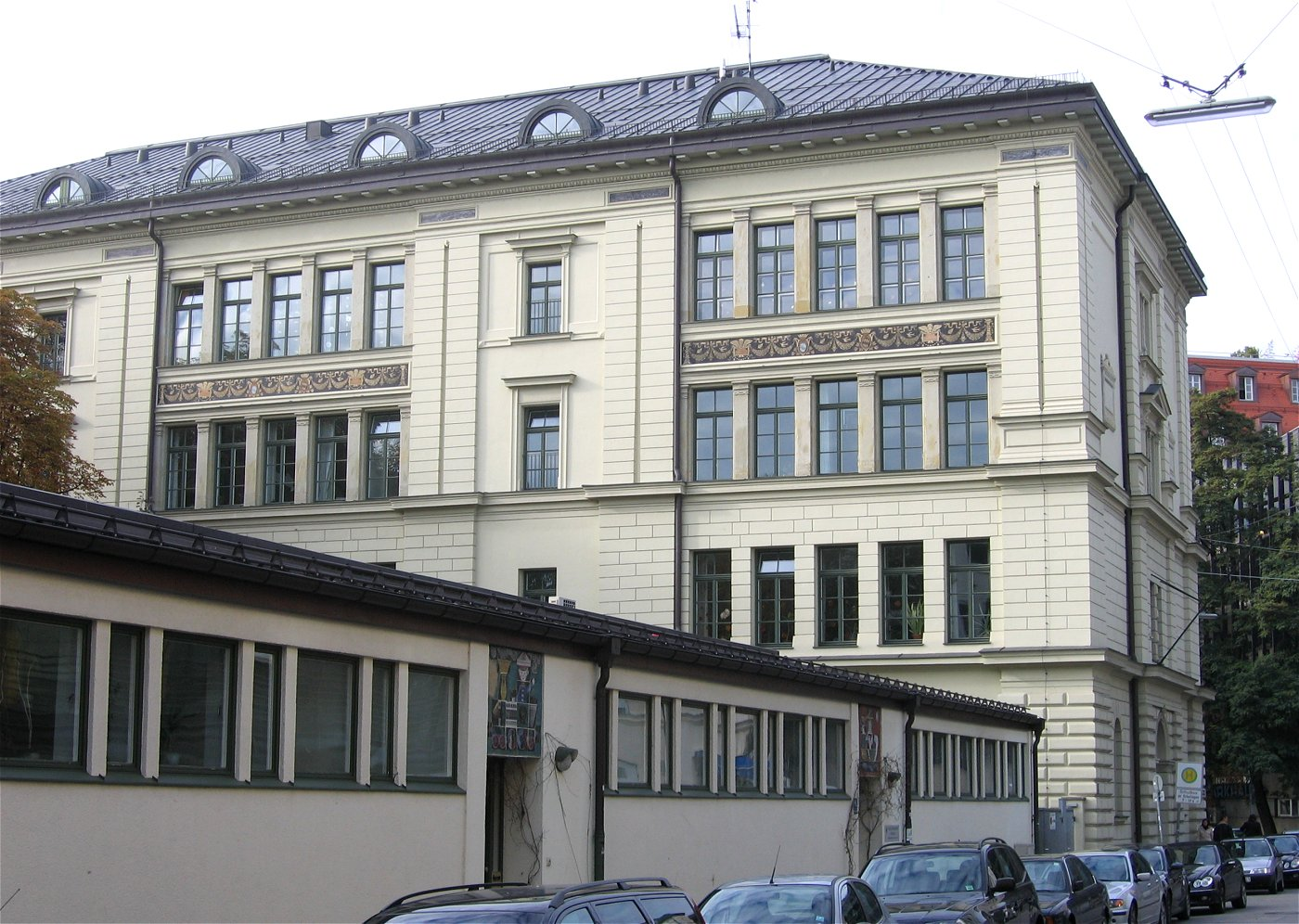
Rückansicht (2007)

Die Schule an der Herrnstraße (ursprünglich Volksschule an der Herrnstraße) wurde 1882 gegründet. Das Schulgebäude ist eines der ältesten noch intakten Volksschulgebäude in München und gleichzeitig eines der ältesten Schulhäuser der Stadt. Es befindet sich im nordöstlichen Graggenauviertel der Altstadt.

## Geschichte
Die Schule wurde 1882 mitten in der Altstadt als zweite evangelische Volksschule Münchens nach der 1848 von Franz Jakob Kreuter errichteten Herzog-Wilhelm-Schule am Glockenbach eröffnet. Den Zweiten Weltkrieg überstand das Schulgebäude unbeschadet, obwohl die Hälfte aller Häuser in der Innenstadt zerbombt waren.
Nach dem Zweiten Weltkrieg durften auch katholische Schüler die Schule besuchen. Hier wurden auch die ersten 40 Deutschen Mark nach der Währungsreform 1948 an die Münchner Bürger ausgehändigt. In der Nachkriegszeit wurden bis zu 70 Schüler in einer Klasse im Schichtbetrieb unterrichtet.
Seit 1969 beherbergt das Schulhaus die Regelschule, die Grundschule an der Herrnstraße und eine Sonderschule, das heutige Sonderpädagogische Förderzentrum München Mitte 2 An der Isar. Der städtische Hort und die Ganztagsbetreuung kamen später hinzu. Der städtische Kindergarten ist an der Längsseite des Pausenhofs im einstöckigen Pavillon aus der Nachkriegszeit untergebracht. Seit 2005 ist auch das Sonderpädagogische Beratungszentrum in der Herrnstraße 21.
Die Grundschule ist neben der Sinai-Grundschule im Jüdischen Gemeindezentrum die einzige dieses Schultyps im Altstadtkern. Obwohl die Schülerzahl in diesem Sprengel stark rückläufig ist, konnte ein wegen langfristig nicht gesicherter Schülerzahlen eingeleitetes Verfahren zur Auflösung der Grundschule ausgesetzt werden, nachdem es im Schuljahr 2005/06 ausreichend Schüler für die Jahrgangsstufe gab.

## Bekannte ehemalige Schüler
- Andreas Baader (1943–1977), Terrorist und Mitbegründer der Rote Armee Fraktion
- Rudolph Moshammer (1940–2005), Modedesigner, Autor und Inhaber einer Boutique
- Karl Valentin (1882–1948), Komiker, Volkssänger, Autor und Filmproduzent
- Konstantin Wecker (* 1947), Musiker, Liedermacher, Komponist, Schauspieler und Autor